# Jean Baptiste Barbanègre
Pour les articles homonymes, voir Barbanègre (homonymie).
Jean Baptiste Barbanègre, né le 14 mars 1775 à Pontacq (Basses-Pyrénées), mort le 14 octobre 1806 à la bataille d'Iéna, est un colonel français de la Révolution française et de l’Empire. Il est le frère du général de brigade Joseph Barbanègre (1772-1830).

## Biographie
Jean Baptiste Barbanègre entre au service le 8 mars 1793 comme volontaire dans le 22e régiment de chasseurs à cheval. Il devient maréchal des logis le 15 du même mois, puis sous-lieutenant le 17 septembre suivant.
Il fait les campagnes de l’an II à l’an V aux armées des Pyrénées et d’Italie. Il se distingue le 14 mai 1796 à la prise de Crémone, où il est grièvement blessé. Le 9 mai 1797, il passe lieutenant dans les guides du général en chef Bonaparte, et fait partie l’année suivante de l’armée d’Orient. Il prend part à de nombreux combats en Égypte et en Syrie et est promu capitaine le 12 octobre 1798.
De retour en France, Barbanègre est affecté le 3 janvier 1800 dans les grenadiers à cheval de la Garde consulaire, avec lesquels il participe, le 14 juin de la même année, à la bataille de Marengo, où sa conduite est récompensée par un sabre d’honneur remis par le Premier consul (22 juillet 1800). Le 23 septembre, il devient aide de camp du général Bessières avant d'être nommé chef d’escadron le 13 octobre 1802. Il est fait chevalier de la Légion d’honneur le 11 décembre 1803 et officier de l’ordre le 14 juin 1804. 
Il fait la campagne de 1805 en Autriche. Il combat avec distinction à la bataille d’Austerlitz le 2 décembre 1805, ce qui lui vaut le grade de colonel le 27 décembre suivant et le commandement du 9e régiment de hussards.
En 1806, il fait la campagne de Prusse où il a, à plusieurs reprises, l’occasion de signaler sa vaillance. Le 14 octobre 1806, à la bataille d'Iéna, il charge à la tête de son régiment et périt sur le champ de bataille.

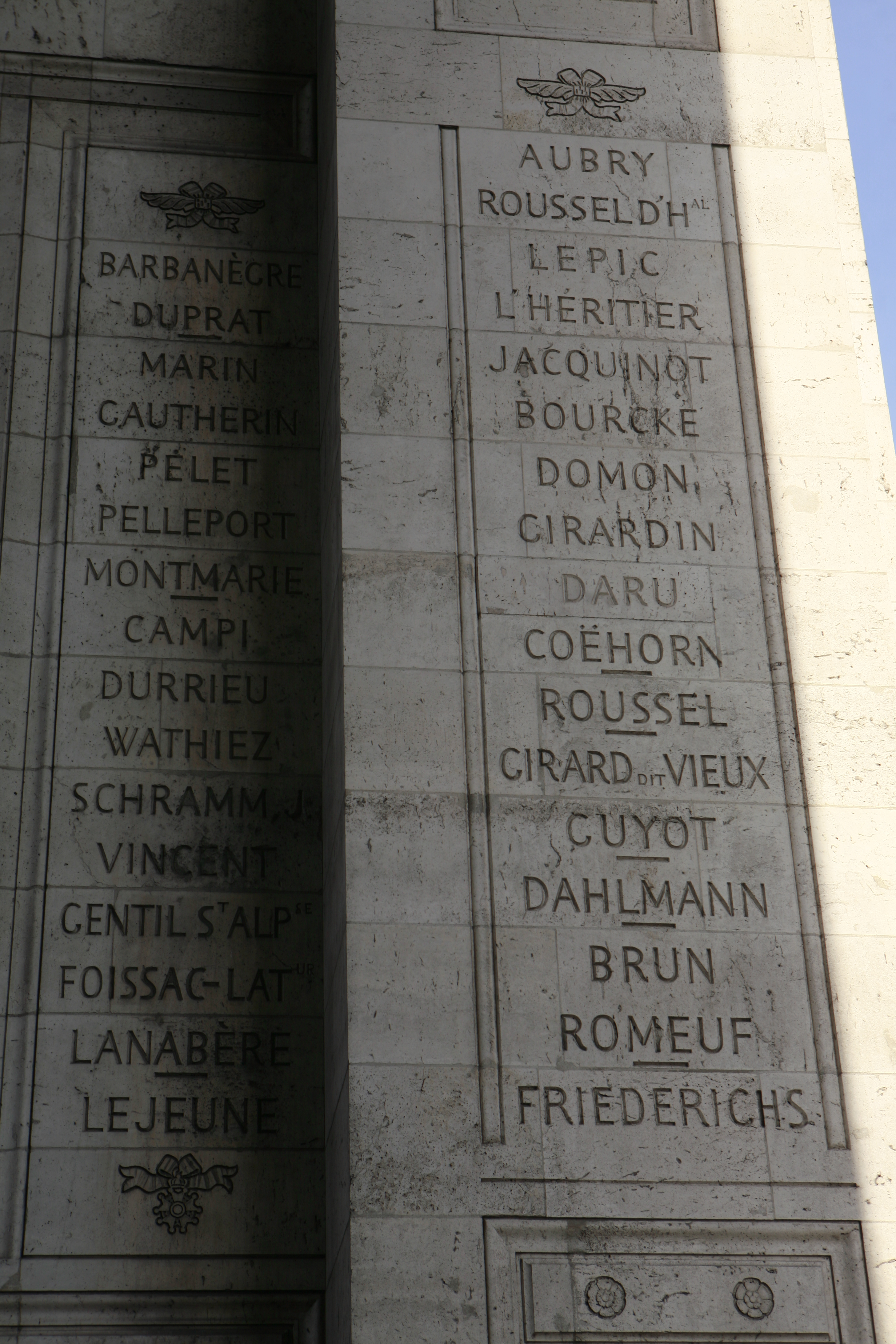
Nom gravé sur le pilier est de l'Arc de triomphe.

## Hommage
Par décret impérial en date du 13 janvier 1807, Napoléon ordonna que le nom de Jean Barbanègre soit inscrit sur l’Arc de Triomphe de l’Étoile, sur le pilier est. Par confusion, le nom inscrit sous l'Arc de Triomphe est souvent attribué à son frère Joseph.

## Distinctions
- (1805) : Officier de l'Ordre impérial de la Légion d'honneur
- (1804) : Légionnaire de l'Ordre impérial de la Légion d'honneur
- Sabre d'honneur (22 juillet 1800)

## Sources
- A. Lievyns, Jean Maurice Verdot, Pierre Bégat, Fastes de la Légion-d'honneur, biographie de tous les décorés accompagnée de l'histoire législative et réglementaire de l'ordre, Tome 1, Bureau de l’administration, 1842, 654 p. (lire en ligne), p. 552.
- Frédéric Masson, Cavaliers de Napoléon, Paris, Société d’éditions littéraires et artistiques, 1909, p. 357.
- Revue de Pau et du Béarn, numéro 24, 1997, p. 149.
- Thierry Rouillard et Stéphane Le Couëdic, Bulletins de la Grande-Armée, Campagne d'Austerlitz, 1805, Paris, La vouivre, 1999, p. 147.
- Carnet de la sabretache : revue d’histoire militaire rétrospective, volume 1 à 10, Berger-Levrault, Nancy, 1906, p. 6.
- (en) « French Hussar Regiments and the Colonels who Led Them: 1792 to 1815: Eberle to Exelmans »
- Danielle Quintin et Bernard Quintin, Dictionnaires des colonels de Napoléon, Paris, S.P.M., 1996, 987 p. (ISBN 2-901952-17-8)